# Limotettix striola
Limotettix striola är en insektsart som beskrevs av Carl Fredrik Fallén 1806. Limotettix striola ingår i släktet Limotettix och familjen dvärgstritar. Arten är reproducerande i Sverige. Inga underarter finns listade i Catalogue of Life.